# Myosurus
Myosurus es un género con 35 especies de plantas de flores perteneciente a la familia Ranunculaceae.

## Descripción
Son herbáceas, anuales. Hojas lineares, enteras, en roseta basal. Flores actinomorfas, solitarias. Perianto formado por 2 envolturas de 5 piezas, las externas (sépalos), espolonadas; las internas (pétalos), tubulares, prontamente caducas. Estambres 5-20. Gineceo súpero, con carpelos numerosos libres. Poliaquenio espiciforme. Aquenios muy numerosos, pequeños.

## Taxonomía
El género fue descrito por Carlos Linneo y publicado en Species Plantarum 1: 284. 1753. La especie tipo es: Myosurus minimus
Etimología
Myosorus: nombre genérico que deriva de las palabras griegas: mŷs, myós = "ratón" y  -uros (urá) = "cola". Por la forma del receptáculo con los frutos.

## Especies seleccionadas
- Myosurus alopecuroides
- Myosurus apetalus
- Myosurus aristatus
- Myosurus australis
- Myosurus breviscapus
- Myosurus capensis
- Myosurus cauda-muris
- Myosurus clavicaulis
- Myosurus cupulatus
- Myosurus egglestonii
- Myosurus europaea
- Myosurus gracilis
- Myosurus heldreichii
- Myosurus lepturus
- Myosurus major
- Myosurus minimus
- Myosurus nitidus
- Myosurus novae-zelandiae
- Myosurus patagonicus
- Myosurus prenglii
- Myosurus pringlei
- Myosurus scaposus
- Myosurus sessilis